# Bunești (okręg Vâlcea)
Bunești – wieś w Rumunii, w okręgu Vâlcea, w gminie Bunești. W 2011 roku liczyła 1117 mieszkańców.